# Bryn (Neath Port Talbot)
Pour les articles homonymes, voir Bryn.
Bryn est un village et une communauté du borough de comté de Neath Port Talbot, au pays de Galles. Il est situé dans l'est du borough de comté, à une dizaine de kilomètres de la ville de Port Talbot.

## Démographie
Au recensement de 2011, la communauté de Bryn comptait 923 habitants.